# Liberala riksdagspartiet
Liberala riksdagspartiet var ett riksdagsparti knutet till partiorganisationen Sveriges liberala parti. Det bildades 10 januari 1924 av motståndarna till spritförbud som lämnat Liberala samlingspartiet i samband med partisprängningen maj 1923. Från början omfattade partiet 20 riksdagsledamöter (14 i första kammaren och 6 i andra kammaren) men smälte efter hand samman så att endast 6 fanns kvar.
Partiet upphörde då det 1935 slogs samman med Frisinnade folkpartiet under namnet Folkpartiet.

## Partiledare
- Erik Nilson 1924
- Eliel Löfgren 1925-1928
- Mauritz Hellberg 1929
- Eliel Löfgren 1930-

## Riksdagsledamöter i valkretsordning (listan ej komplett)

### Första kammaren
- Herman Lamm (1924-1928), Stockholms stads valkrets
  - Allan Cederborg (1929), Stockholms stads valkrets (ersatte Herman Lamm)
- Eliel Löfgren (1930-1934), Stockholms stads valkrets
- Martin Fehr (1924-1930), Stockholms läns och Uppsala läns valkrets
- Gustaf Kobb (1924-1931), Södermanlands läns och Västmanlands läns valkrets
- Theodor Adelswärd (1924), Östergötlands läns med Norrköpings stads valkrets
- Nils Anton Bondeson (1924-1926), Kronobergs läns och Hallands läns valkrets
- Bror Petrén (1924-1925), Blekinge läns och Kristianstads läns valkrets
- Jöns Pålsson (1924-1934), Malmöhus läns valkrets
- Karl Andersson (1924-1925 och 1931-1933), Göteborgs och Bohus läns valkrets
- Isak Svensson (1924-1930), Göteborgs och Bohus läns valkrets
- Axel von Sneidern (1924-1927), Älvsborgs läns valkrets
  - Edvard Alkman (1928-1929), Älvsborgs läns valkrets (ersatte Axel von Sneidern)
- Mauritz Hellberg (1924-1925 och 1928-1933), Värmlands läns valkrets
- Anders Pers (1924-1927), Kopparbergs läns valkrets
- Ernst Lyberg (1924-1928), Kopparbergs läns valkrets

### Andra kammaren
- Conrad Carleson (1929-1934), Stockholms stads valkrets
- Nils Edén (1924), Stockholms stads valkrets
- Eliel Löfgren (1925-1928), Stockholms stads valkrets
- Jakob Pettersson (1924), Stockholms läns valkrets
- Johan Jönsson (1924-8 april 1933), Malmöhus läns valkrets
- Alfred Nilsson (24 april 1933-1934), Malmöhus läns valkrets
- Josef Ekman (1933-1934), Göteborgs stads valkrets
- Björn Prytz (1929-1930), Göteborgs stads valkrets
- Theodor Wijkander (1931-1932), Göteborgs stads valkrets
- Oscar Osberg (1924-1934), Göteborgs och Bohus läns valkrets
- Erik Nilson (1924), Örebro läns valkrets